# Józef Jaworski (sportowiec)
Józef Jaworski (ur. 19 października 1903 w Zgierzu, zm. 19 września 1939 na Oksywiu) – lekkoatleta, architekt, żołnierz.

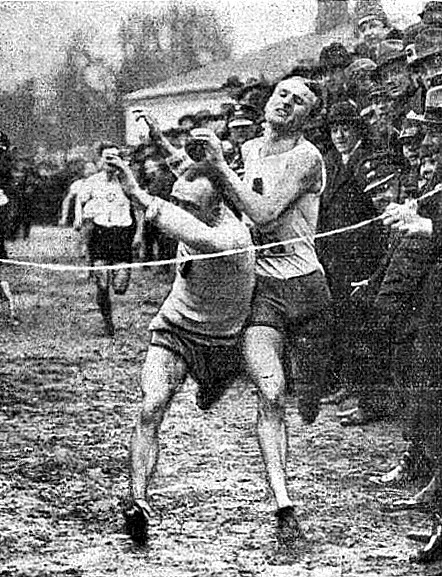
III Narodowy Bieg Przełajowy w 1928. Roman Sawaryn rzutem na taśmę o tzw. „urzędową pierś” pokonuje Józefa Jaworskiego

## Życiorys
Uczęszczał do Państwowego Gimnazjum Humanistycznego Męskiego im. Bolesława Chrobrego w Piotrkowie Trybunalskim. W 1920 walczył w 33 Łomżyńskim pułku piechoty. W 1935 ukończył studia na Wydziale Architektury Politechniki Warszawskiej. Skończył też Szkołę Podchorążych Rezerwy Artylerii we Włodzimierzu Wołyńskim, a od 1 stycznia 1933 był podporucznikiem rezerwy.
Należał do krakowskiego oddziału Stowarzyszenia Architektów Polskich. Jego autorstwa jest projekt architektoniczny Hotelu na Kalatówkach w Zakopanem.
Lekkoatletyką zajął się już w gimnazjum, potem przeniósł się do AZS Warszawa, gdzie trenował w latach 1923–1932. Jako biegacz dziesięć razy pobił rekord Polski, osiem razy został mistrzem Polski i pięciokrotnie był reprezentantem Polski w meczach międzypaństwowych. W 1924 w Warszawie podczas Letnich Mistrzostw Świata Studentów zdobył złote medale w biegu na 3000 m i sztafecie 4 x 400 m oraz wziął udział w Olimpiadzie w Paryżu. Nie ukończył biegu eliminacyjnego na 800 m, ale zajął szóste miejsce w przedbiegach na 1500 m. W 1926 wygrał Bieg Narodowy, a rok później w Rzymie ponownie został złotym medalistą Akademickich Mistrzostw Świata w biegu na 3000 m. W 1928 ponownie reprezentował Polskę na Olimpiadzie w Amsterdamie, gdzie zajął czwarte miejsce w przedbiegach na 1500 m. Już jako były zawodnik w latach 1937–1939 był członkiem zarządu PZLA.
W 1939 jako żołnierz 1 Morskiego dywizjonu artylerii przeciwlotniczej bronił Wybrzeża. Zginął podczas obrony Oksywia. Spoczął na Cmentarzu parafialnym w Gdyni-Oksywiu.

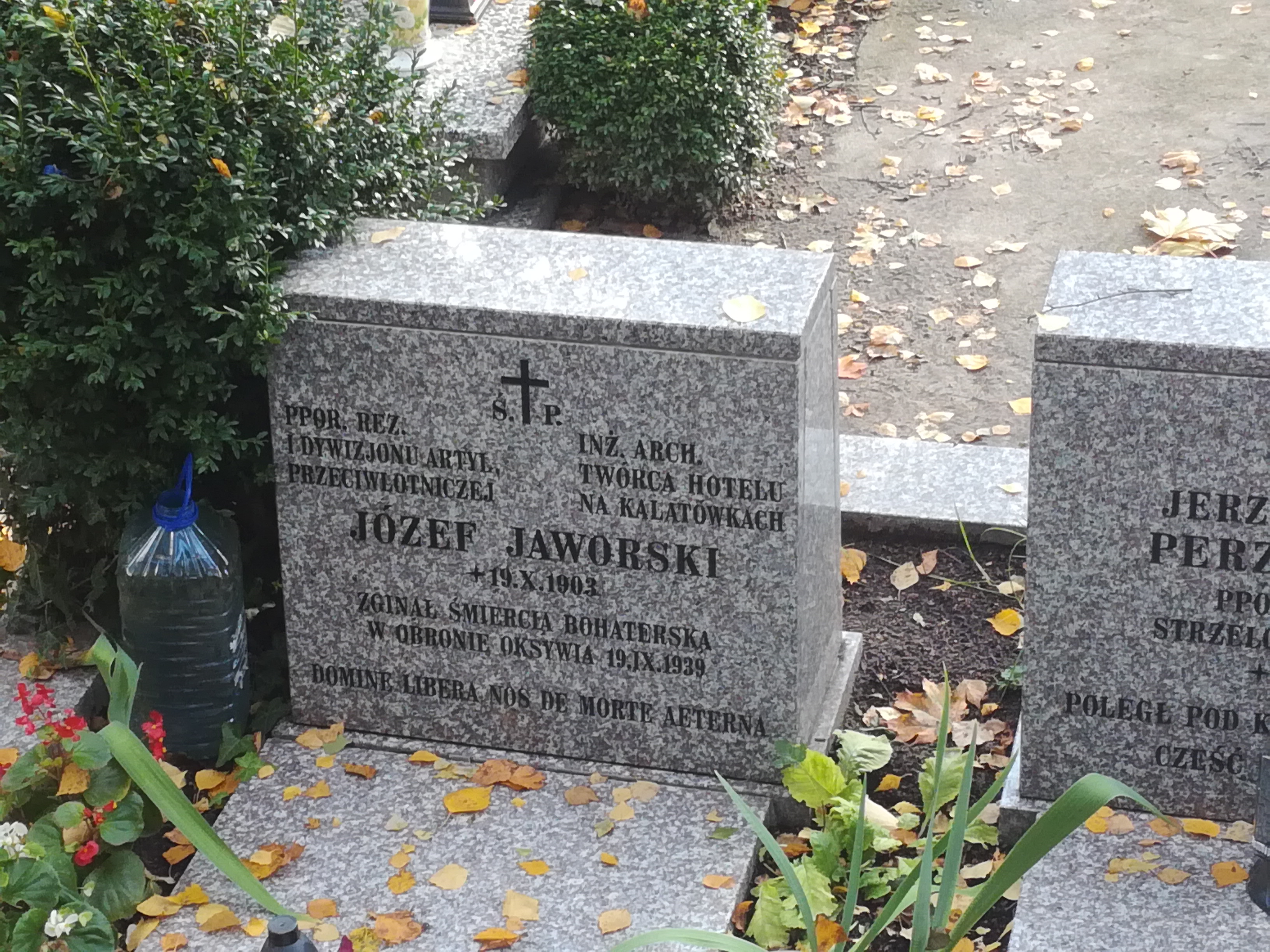
Grób Józefa Jaworskiego na cmentarzu w Gdyni-Oksywiu

## Rekordy życiowe
- 800 m: 2:00,4
- 1500 m: 4:06,4
- 3000 m: 9:20,4

## Odznaczenie
- Brązowy Krzyż Zasługi (19 marca 1931)[4]

## Upamiętnienie
30 maja 1980 nadano imię Józefa Jaworskiego Szkole Podstawowej nr 3 w Aleksandrowie Łódzkim (obecnie Sportowa Szkoła Podstawowa nr 3 im. Józefa Jaworskiego w Aleksandrowie Łódzkim).